# Петровский, Григорий Иванович
Григо́рий Иванович Петро́вский (укр. Григорій Іванович Петровський, 23 января (4 февраля) 1878, сл. Ново-Белгород, Волчанский уезд, Харьковская губерния, Российская империя — 9 января 1958, Москва, СССР) — российский революционер, депутат Государственной думы Российской империи IV созыва, советский и украинский партийный и государственный деятель.
Возглавлял народный комиссариат внутренних дел РСФСР (1917—1918), являлся председателем Всеукраинского революционного комитета (1919—1920), одновременно Всеукраинского ЦИК (1919—1938) и ЦИК СССР (1922—1938).
Находился на различных партийных должностях Советской Украины и Союза ССР: член Политбюро и ЦК КП(б) Украины (1920—1938), кандидат в члены ЦК РКП(б) в 1918—1919, 1920—1921 гг. Член ЦК РКП(б) — ВКП(б) в 1921—1939 гг. В 1926—1939 гг. кандидат в члены Политбюро ЦК.

## Биография
Григорий Петровский родился в семье портного и прачки. В семье было трое детей. Отец умер, когда Григорию было три года. Проучился два с половиной года в школе при Харьковской духовной семинарии (был исключён, когда не смог оплачивать обучение). С 11 лет работал в мостовых мастерских железной дороги, в 15 лет поступил на Брянский металлургический завод в Екатеринославе.
В 1897 году примкнул к Екатеринославскому «Союзу борьбы за освобождение рабочего класса», с 1898 член РСДРП. В 1905 году секретарь Екатеринославского Совета рабочих депутатов и член стачечного комитета.
Попадал в тюрьму в 1900, 1903 годах. В длительной эмиграции не был (только несколько месяцев в Германии, 1906).
В 1912 году токарь мариупольского завода «Русский Провиданс» Петровский был избран депутатом IV Государственной Думы от рабочей курии Екатеринославской губернии. В январе 1913 года кооптирован в члены ЦК РСДРП. 20 мая 1913 года выступил в Думе, добиваясь для украинцев школ с преподаванием на родном языке, допущения украинского языка в суде и во всех административных учреждениях на территории с украинским населением, а также свободы деятельности украинских культурно-просветительных учреждений. В октябре 1913 года стал председателем образованной шестью большевиками Социал-демократической рабочей фракции Думы. Всего выступил с 32 речами в Думе в 1912—1914 гг.

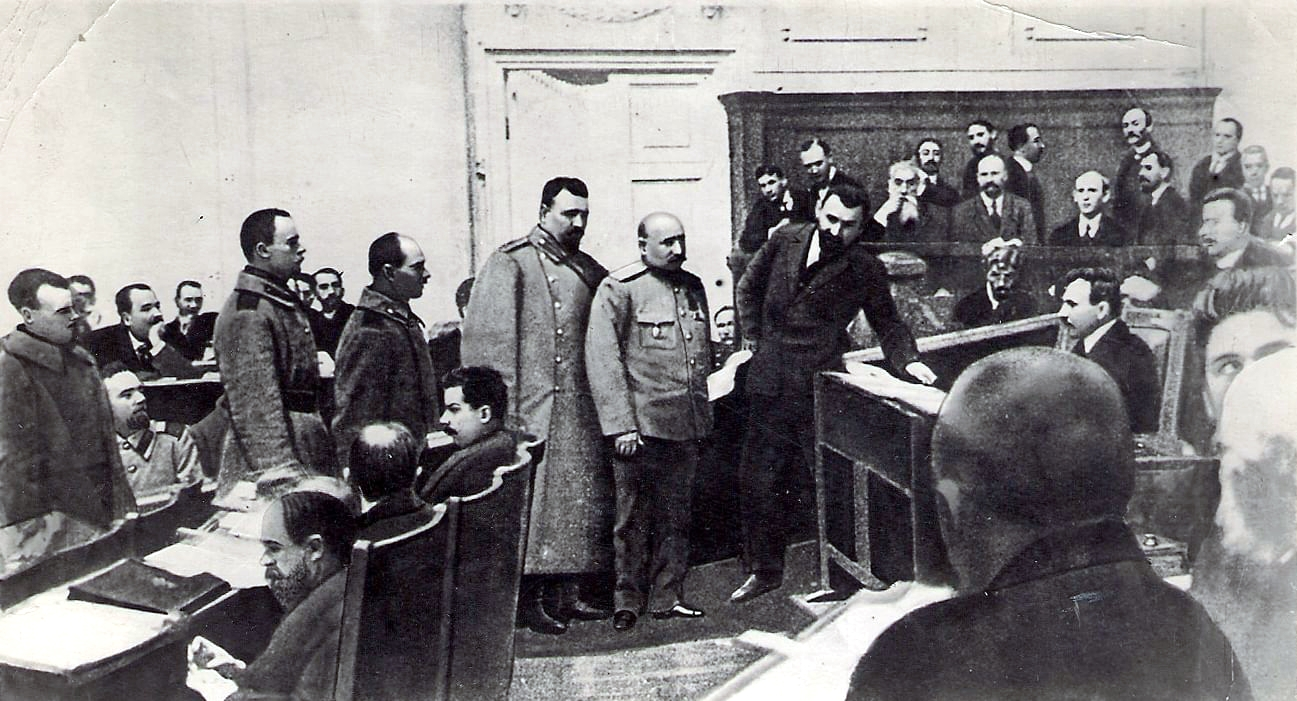
Вывод Г. И. Петровского из зала заседаний Государственной Думы, 5 мая 1914

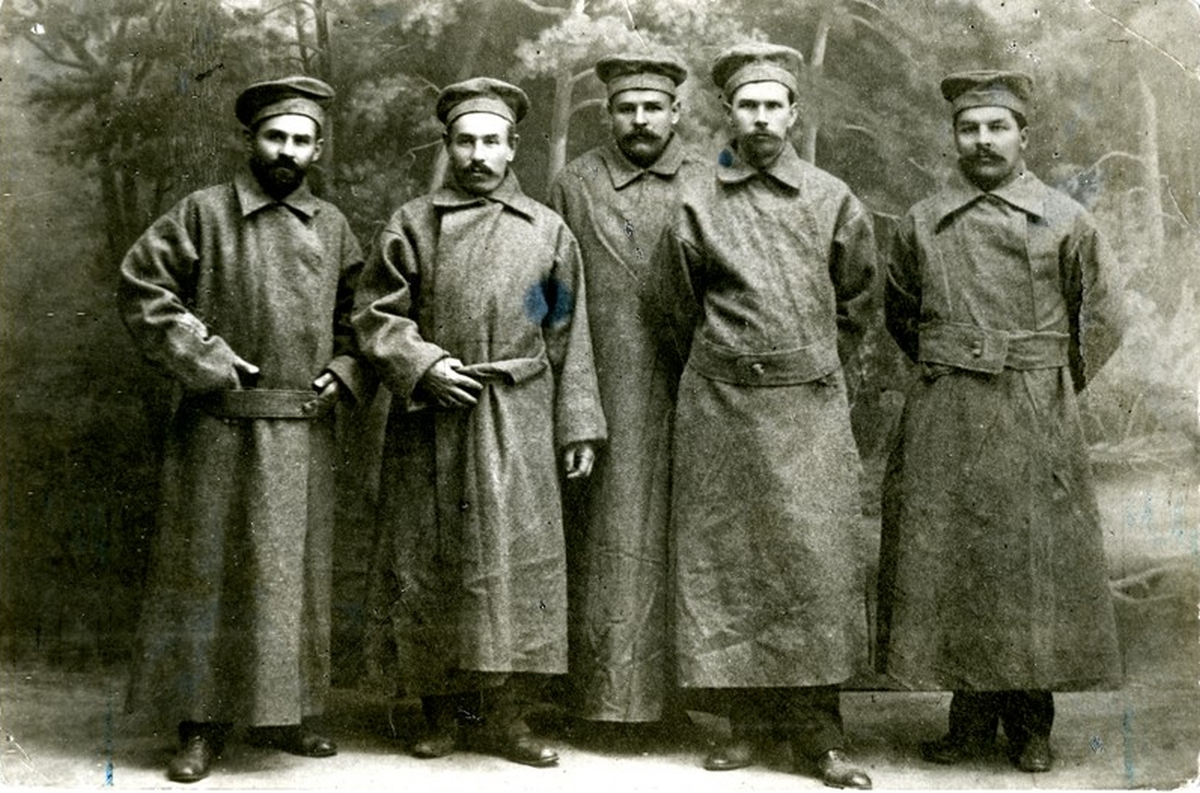
Большевики-депутаты IV Государственной Думы в ссылке. Слева направо: Г. И. Петровский, М. К. Муранов, А. Е. Бадаев, Ф. Н. Самойлов, Н. Р. Шагов

В ноябре 1914 года арестован и в феврале 1915 года осуждён к лишению всех прав состояния и высылке на вечное поселение в Туруханский край, в 1916 году переведён в Якутию. Официальный издатель газеты «Правда»[уточнить].
Освобождён после Февральской революции 1917 года. Комиссар Якутии и председатель местного Комитета гражданской безопасности. В июле 1917 направлен руководством партии в Донбасс; член Екатеринославского губернского комитета РСДРП(б), гласный городской думы и председатель её большевистской фракции; член Предпарламента. Член Всероссийского Учредительного собрания.
Петровский был вторым советским наркомом внутренних дел РСФСР (17 (30) ноября 1917 — 30 марта 1919). Стал одним из создателей ВЧК и рабоче-крестьянской милиции. В 1918 году участвовал в переговорах с немцами по поводу Брестского мира. Подписал приговор Фанни Каплан и директиву о Красном терроре.
В конце 1918 года возникла дискуссия вокруг деятельности ВЧК. 25 декабря 1918 года ЦК РКП(б) обсудил новое положение о ВЧК. Инициаторами были Н. И. Бухарин, М. С. Ольминский и Г. И. Петровский, которые критиковали «полновластие организации, ставящей себя не только выше Советов, но и выше самой партии». Было принято решение о контроле Советов над ВЧК.
Председатель Всеукраинского ЦИК с 28 ноября 1918 по март 1938 годов (с перерывами). Председатель Всеукраинского революционного комитета (11 декабря 1919 — 19 февраля 1920 годов).
Со стороны УССР подписал Договор об образовании СССР и с 1922 года являлся одним из сопредседателей ЦИК СССР, а также был председателем Всеукраинского ЦК «незаможних селян» (неимущих крестьян) в 1920—1923 годах занимал важные посты в Коминтерне.
Петровский принадлежал к той части партийного и государственного аппарата УССР, которое, ориентируясь на Москву, полностью отвергало идею украинских национал-коммунистов о возможности существования украинской советской государственности. В августе 1922 года, представляя Украину в составе комиссии по подготовке союзного договора, полностью поддержал проект Сталина о вхождении формально независимых советских республик в состав РСФСР на автономных правах. В 1923 году во время подготовки конституции СССР выступил против позиции Николая Скрипника, Александра Шумского, Христиана Раковского, направленной на построение союзного государства на конфедеративных началах.

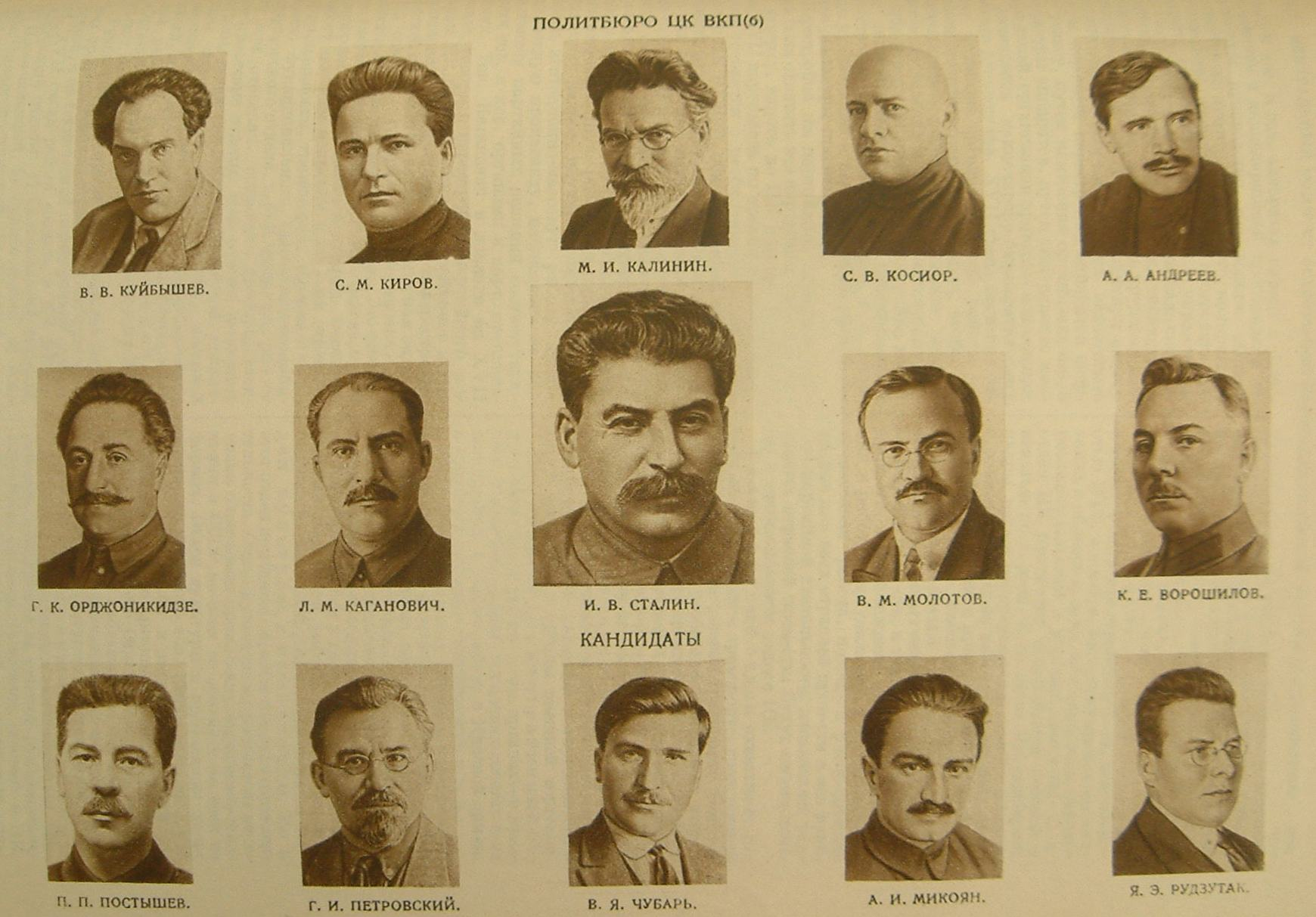
Политбюро ЦК ВКП(б), 1934

В конце октября 1932 года назначен ответственным за выполнение хлебных заготовок в Донецкой области.
В отличие от многих других старых большевиков, избежал репрессий в 1930-е годы.
После принятия в 1936 году Конституции СССР, утвердившей новую систему Советов, 12 декабря 1937 года избран депутатом Совета Национальностей Верховного Совета СССР 1-го созыва (1937—1946). Одновременно был заместителем председателя Президиума Верховного Совета СССР с 17 января 1938 по 31 мая 1939 годов.
В 1939 году подвергся критике за попустительство «врагам народа» из числа руководителей Украинской ССР и снят со всех постов. Более полугода оставался без работы. В 1940 году директор Музея Революции Фёдор Самойлов (в прошлом также депутат-большевик IV Думы) устроил его своим заместителем по административно-хозяйственной и научной части. В Музее Петровский и трудился до смерти. С 1942 по 1950 год жил в Доме на набережной.
После 1953 года Петровский вновь принимал участие в общественной деятельности, выступал перед различными аудиториями с воспоминаниями, публиковал статьи в газетах. Был почётным гостем XX съезда КПСС.
Петровский Г. И. похоронен в Москве на Красной площади у Кремлёвской стены.

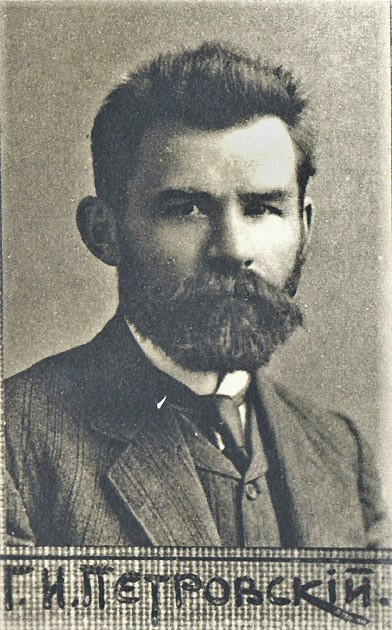
Г. И. Петровский, 1917

## Воспоминания современников
Это Петровский, депутат Государственной Думы, когда их арестовали, выступает — вот какие депутаты были… «Время бегить, дело стоить, надо к Свердлову иттить!»— Л. Каганович

## Семья
Первая жена — Доминика Фёдоровна.
Дети:
- Леонид Петровский (1902—1941) — советский военачальник, генерал-лейтенант, перед Великой Отечественной войной исключён из партии. Командуя корпусом, погиб в бою. Дочь Ольга.
- Пётр Петровский (1899—1941) — советский партийный и государственный деятель, расстрелян НКВД. Сын Леонид.
- Антонина Петровская (Загер) (1905—1968) — замужем за Юрием Коцюбинским (репрессирован в 1937, сын Олег (1923—1980) — доктор технических наук, специалист в области станкостроения), затем — за партийным работником Соломоном Акимовичем Загером (репрессирован в 1937, дочь Ирина Загер).

Вторая жена — Александра Михайловна Слиткова.

## Награды
- Орден Ленина (8 февраля 1938) — за выдающиеся заслуги перед рабочим классом и крестьянством и в связи с шестидесятилетием
- Орден Ленина
- Орден Красного Знамени
- Орден Трудового Красного Знамени
- Орден Трудового Красного Знамени
- Орден Трудового Красного Знамени (28 апреля 1953) — за заслуги перед Советским государством и в связи с семидесятипятилетием

## В искусстве
- Ленин в Польше 1965 год. В Роли Григория Петровского — Владимир Монахов
- «Штрихи к портрету В. И. Ленина» 1967 год. В роли Григория Петровского — Николай Алексеев
- «Семья Коцюбинских» 1970 год. В роли Григория Петровского — Николай Досенко
- «Доверие». 1975 год. В роли Григория Петровского Леонид Неведомский.
- «Поезд чрезвычайного назначения». Художественный фильм. 1980 год, СССР. В роли Г. И. Петровского народный артист РСФСР А. В. Петренко
- «Большевики». Фильм-спектакль по пьесе Михаила Шатрова в постановке театра «Современник». 1987 год, СССР. В роли Г. И. Петровского заслуженный артист РСФСР Г. А. Фролов.

## Увековечение имени

Снесённый памятник в г. Днепре

- Мемориальная доска в Москве по ул. Серафимовича, 2 (Дом на набережной).
- Памятник Петровскому в Киеве (демонтирован в 2009 году)
- Днепропетровский район (19 мая 2016 года переименован Верховной радой Украины в Днепровский район).
- Город Днепропетровск (до 1926 года Екатеринослав. 19 мая 2016 года переименован Верховной радой Украины в Днепр).
- Город Петровское (до 1959 года пос. Штеровского завода имени Г. И. Петровского) Луганской области.
- Село Петровка (Коминтерновский район Одесской области). В 2016 г переименовано в Курисово.
- Село Петровское (Сватовский район Луганской области)
- Петровский район, местность Петровка в Киеве. Так в советское время (до 1939 г.) назывались Подольский район и местность Подол.
- Железнодорожная станция Киев-Петровка, от неё также получила название станция метро поблизости. В 2018 обе станции переименованы в «Почайна»
- Парк Петровского — развлекательный парк в г. Николаеве.
- Парк Петровского — парк отдыха в г. Мариуполе.
- Парк Петровского (в 2003 году парк переименован в парк им. Тараса Шевченко[5]) — парк отдыха в г. Белая Церковь
- Дворец культуры им. Г. И. Петровского (г. Петровское Луганской области)
- Химическое казённое объединение имени Г. И. Петровского (г. Петровское Луганской области).
- Харьковский велосипедный завод им. Г. И. Петровского.
- Завод им. Г. И. Петровского (г. Днепр, переименован 1 мая 2016 года).
- Завод им. Г. И. Петровского (г. Киев).
- Завод им. Г. И. Петровского (г. Одесса, ул. Болгарская, 67).
- Завод им. Г. И. Петровского (г. Херсон).
- Завод им. Г. И. Петровского (г. Нижний Новгород).
- Совхоз им. Г. И. Петровского (г. Петровское Луганской области).
- Проспект Петровского в г. Днепре (в 2015 году переименован в проспект Ивана Мазепы).
- Улица Петровского в г. Каменец-Подольский.
- Улица Петровского в г. Луганск
- Улица Петровского в пгт Немешаево, Киевской обл.
- Улица Петровского в г. Антрацит Луганской области.
- Улица Петровского в г. Петровское Луганской области.
- Петровский район в Донецке.
- Улица Петровского в Одессе — улица Картамышевская переименована в улицу Петровского в 1938 или 1939 году.
- Площадь Петровского в г. Днепре (в 2015 году переименована в площадь Вокзальную).
- Улица Петровского в Шебекино
- Площадь Петровского в Донецке.
- Улица Петровского в Донецке.
- Улица Петровского в г. Александрия.
- Улица Петровского в Харькове (в ноябре 2015 года переименована в улицу Ярослава Мудрого).
- Улица Петровского в Константиновке
- Улица Петровского в селе Новоданиловка Запорожской области Украины.
- Улица Петровского в городе Ахтырка (Сумская область)
- Село Петровское Киево-Святошинского района Киевской области (село Святопетровское в 2016 году)
- Эскадренный миноносец Черноморского флота (в 1928-39 гг., после 1939 г. переименован в «Железнякова»).
- Улица Петровского г. Пятихатки Днепропетровская обл.
- Улица Петровского в г. Якутске.
- Улица Петровского в г. Гребёнка (Полтавская обл.)
- Улица Петровского в пгт. Решетиловка (Полтавская обл.)
- Улица Петровского в пгт. Печенеги (Харьковская обл.)
- Улица Петровского в Доброполье.
- Улица Петровского в г. Горловка (Донецкая обл)
- Улица Петровского в г. Бахмач (Черниговская обл.)

Улица Петровского в г. Шепетовка (Хмельницкая обл.) переименована в Железнодорожная
- Дворец культуры Петровского в г. Кременчуг, Полтавская обл. (переименован в «Городской дворец культуры»)
- Хмельницкий областной украинский музыкально-драматический театр им. Г. И. Петровского (до переименования в 2009)
- Улица Петровского, с. Чурапча, Чурапчинского района, Республика Саха (Якутия)

## Сочинения
- Петровский Г. И. Накануне великих событий // Рассказывают участники Великого Октября. — М., 1957. — Ст. 127—131.
- Петровський Г. І. Вибрані статті і промови. — 2-ге вид., доп. — Киев: Політвидав України, 1978. — 436 с. (укр.)
- Петровский Г. И. Избранные произведения. — М.: Политиздат, 1987. — 429, [1] с., [1] л. портр.